# Julienne (Schneideart)

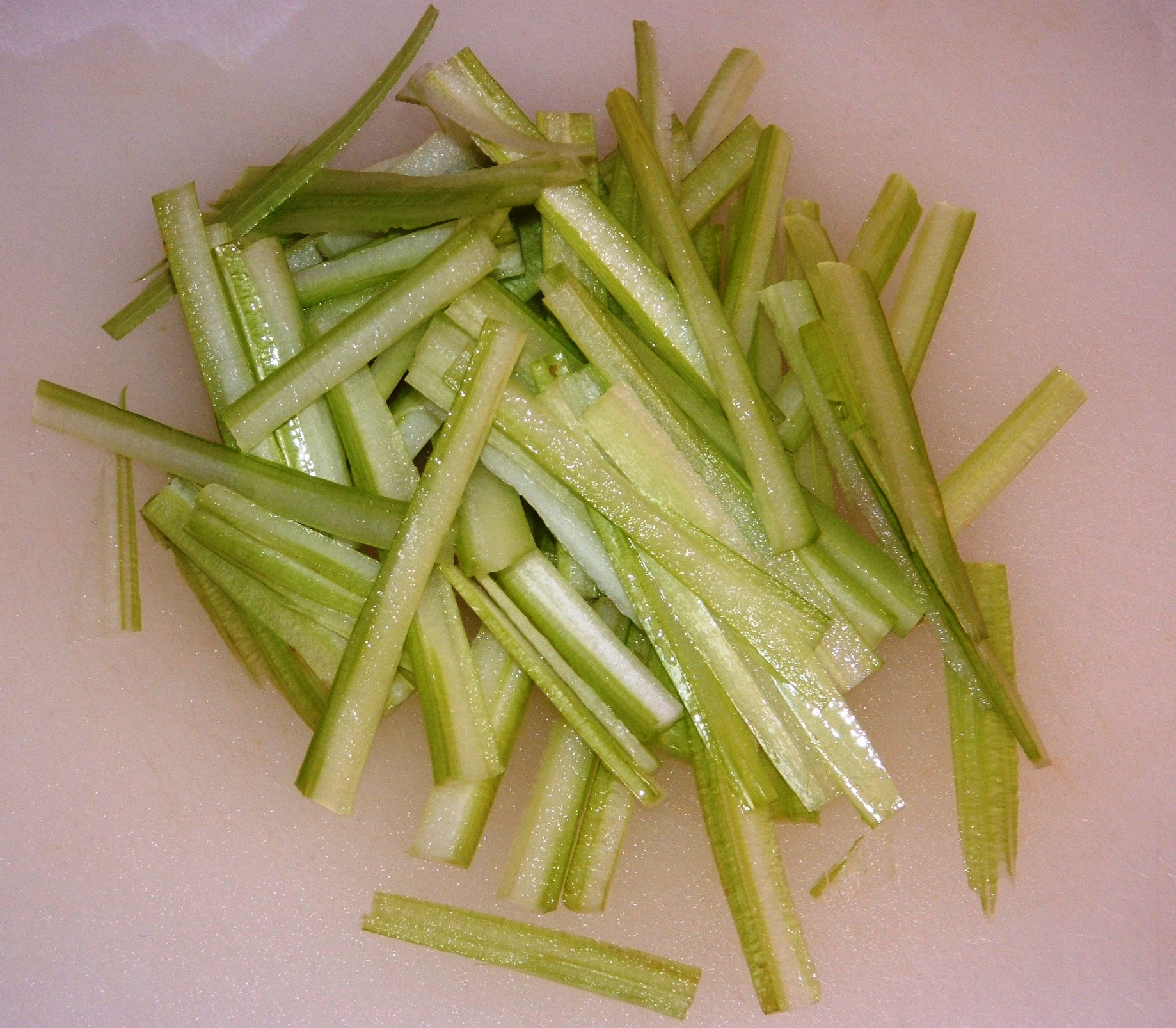
Selleriejulienne

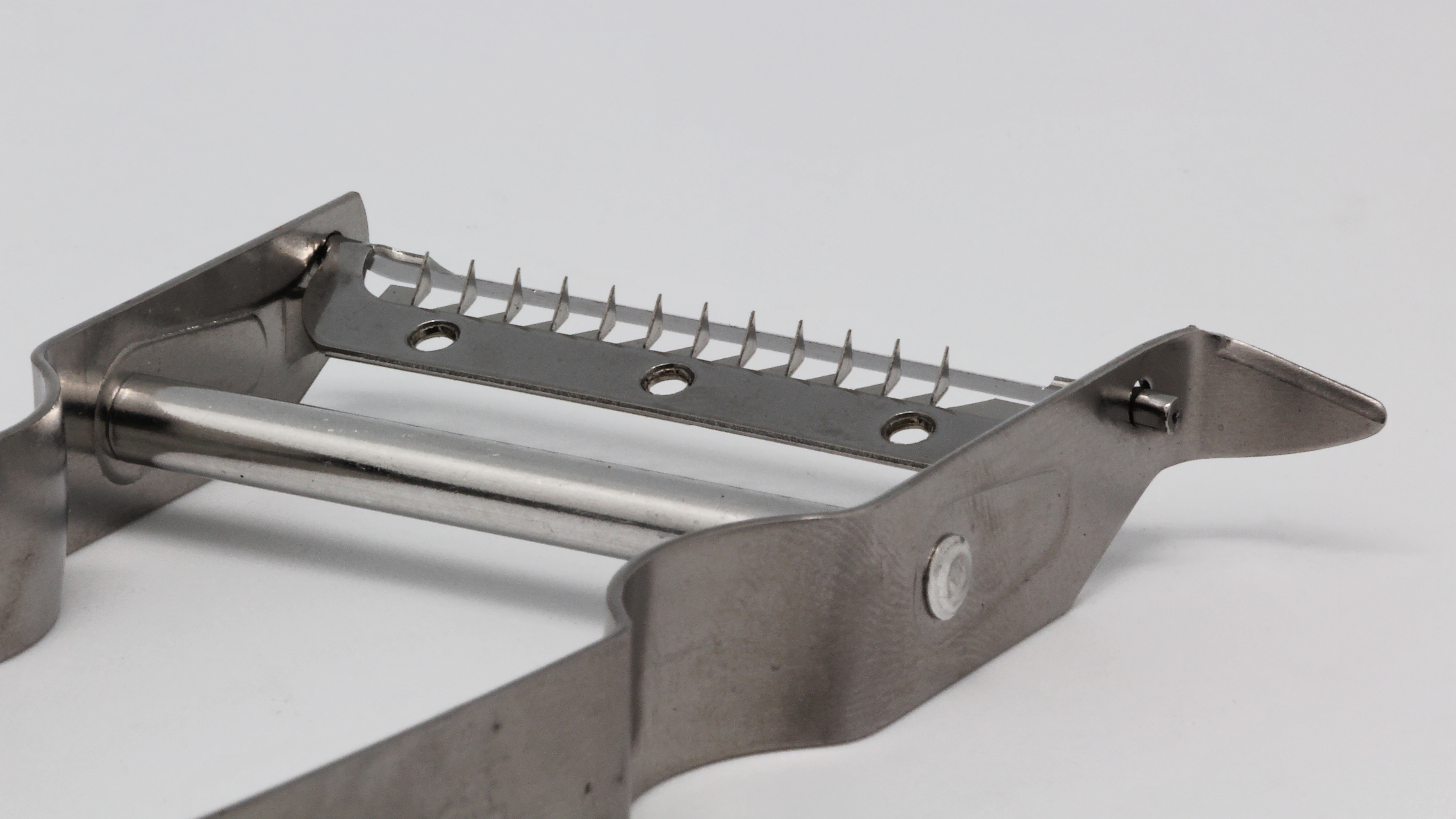
Julienneschneider

Julienne ist der Fachbegriff für eine beim Kochen verwendete Schneideart von Gemüse, bei der das Gemüse in streichholzartige Stifte (1,5–3 mm breit, 3–5 cm lang) geschnitten wird.
Die Julienne sind als Einlage, als Gemüsebett, etwa beim Dünsten, oder einfach als dekorative Beilage oder Garnitur für Saucen, Suppen, Fisch- und Fleischspeisen geeignet.
Die erste bekannte Verwendung dieser Bezeichnung findet sich in François Massialots Buch Le Cuisinier Royal (1722), die Herkunft des Wortes bleibt jedoch unbekannt. Es könnte sich von den französischen Vornamen Jules oder Julien herleiten.